# Arno Coppens
Arno Coppens is een personage uit de VTM-televisieserie Familie, gespeeld door Arthur Le Boudec.
Arno is de zoon van Liesbeth Pauwels en Benny Coppens. Hij neemt zijn studies erg serieus.
Wanneer de in Amerika wonende kinderen van Nathalie De Bie en Dirk Cockelaere in België zijn komt Arno in contact met Gail. De twee zijn op slag verliefd, maar twijfelen om een relatie te starten omdat Gail in Amerika woont en Arno in België. Uiteindelijk beginnen de twee toch een relatie.
Opeens laat Gail niets meer van zich horen en maakt Arno zich zorgen. Gail probeert Arno te vergeten omdat ze weer is beginnen te twijfelen. Dirk maakt Arno duidelijk dat Gail nog steeds van hem houdt. Het komt weer goed tussen de twee.
Nu spaart Arno om een reis naar Amerika te betalen, zijn moeder heeft zo haar eigen mening over de relatie.